# Зчленівна кістка

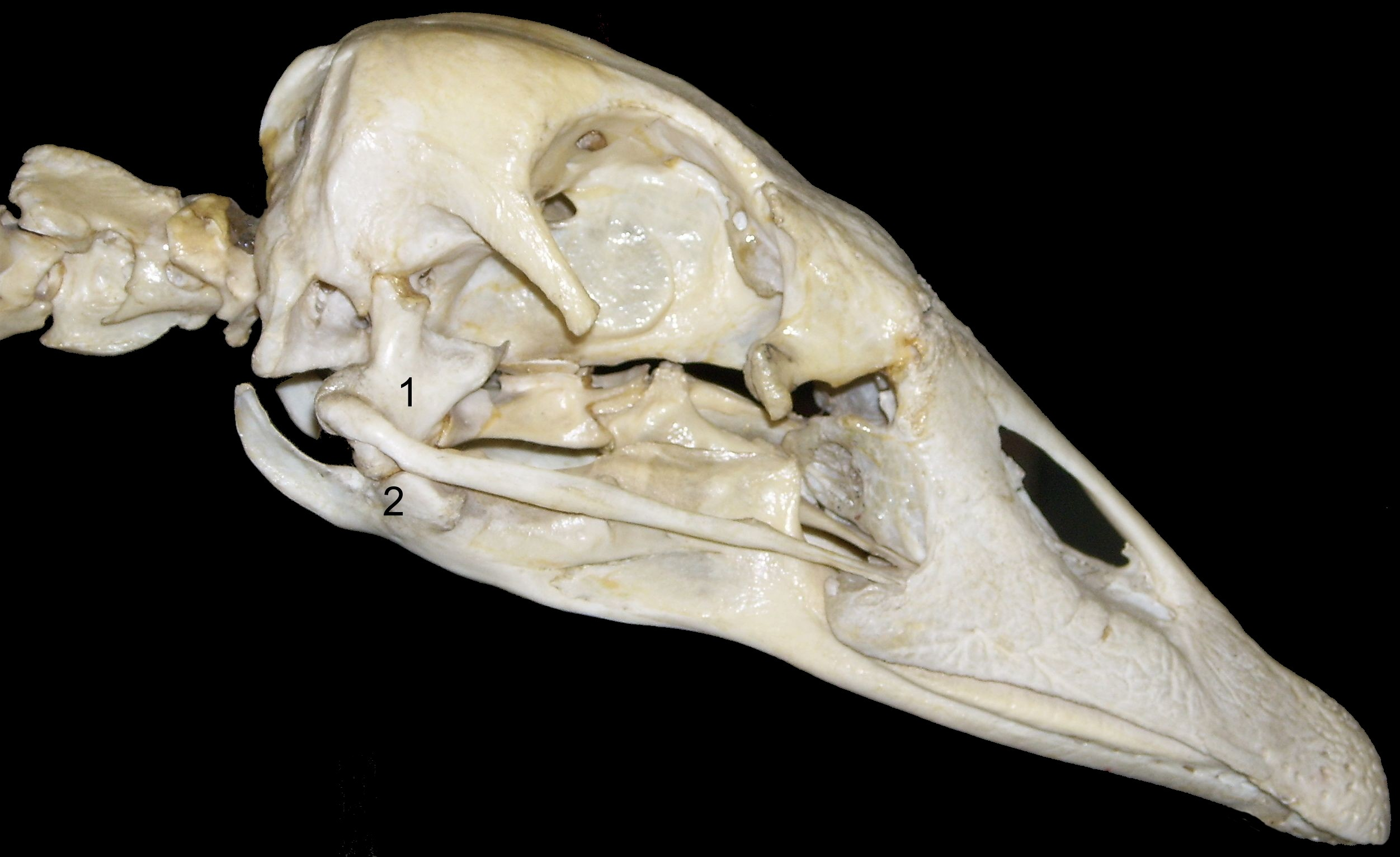
Череп гуски домашньої, зчленівну кістку зазначено цифрою 2.

Зчленівна кістка (лат. os articulare) — кістка нижньої щелепи у більшості чотириногих, зокрема плазунів, птахів, і земноводних, але у ссавців перетворилася на кістку середнього вуха (молоточок). З'єднує верхню та нижню щелепи і з'єднується з кутовою і надкутовою кістками.